# زیست‌آوار
زیست‌آوار (انگلیسی: Bioclast) خرده‌فسیلی منفرد یا موادی است که کلاً یا به صورت جزئی از ساختارهای حیوانات یا گیاهان مشتق شده‌اند. زیست‌آوار از مواد آواری حاصل از اندام‌های مقاوم جانوران و گیاهان به‌صورت کامل یا قطعه‌ای تشکیل شده است.
در زمین‌شناسی سنگی که به‌طور عمده از قطعاتی ساخته شده که حاصل شکستن و خرد شدن سنگ‌های قدیمی تر هستند یا بوسیله عمل ارگانیسم‌های زنده مانند ریشه‌های گیاهان یا کرم‌های خاکی تولید شدند، سنگ زیست‌آواری گفته می‌شود. سنگ زیست‌آواری سنگ رسوبی است که از بقایای خرد شده یا شکسته ارگانیسم‌ها تشکیل شده‌است، مانند سنگ آهکی که از قطعات صدف‌ها به‌وجود آمده‌است.